# Liste der Bodendenkmäler in Haßfurt
Auf dieser Seite sind die Bodendenkmäler in der unterfränkischen Gemeinde Haßfurt zusammengestellt. Diese Tabelle ist eine Teilliste der Liste der Bodendenkmäler in Bayern. Grundlage ist die Bayerische Denkmalliste, die auf Basis des Bayerischen Denkmalschutzgesetzes vom 1. Oktober 1973 erstmals erstellt wurde und seither durch das Bayerische Landesamt für Denkmalpflege geführt wird. Die folgenden Angaben ersetzen nicht die rechtsverbindliche Auskunft der Denkmalschutzbehörde.

## Bodendenkmäler in Haßfurt
| Lage                 | Objekt | Akten-Nr.     | Bild           |
| -------------------- | --- | ------------- | -------------- |
| (Standort)           | Bestattungsplatz mit Grabhügeln vorgeschichtlicher Zeitstellung. | D-6-5928-0001 |                |
| Hundsrück (Standort) | Mittelalterlicher Turmhügel. | D-6-5928-0002 | weitere Bilder |
| (Standort)           | Siedlung der Linearbandkeramik. | D-6-5928-0045 |                |
| (Standort)           | Untertägige Bauteile der frühneuzeitlichen St.-Martins-Kirche in Uchenhofen. | D-6-5928-0059 |                |
| (Standort)           | Untertägige Bauteile der spätmittelalterlichen und frühneuzeitlichen St.-Leonhards-Kirche. | D-6-5928-0061 |                |
| (Standort)           | Untertägige Bauteile der frühneuzeitlichen Laurentiuskirche. | D-6-5928-0065 |                |
| (Standort)           | Siedlung des Mittelalters, vermutlich Wüstung „Eginolfshausen“. | D-6-5928-0099 |                |
| (Standort)           | Siedlung der Linearbandkeramik. | D-6-5929-0003 |                |
| (Standort)           | Siedlung vermutlich des Neolithikums und der Hallstattzeit. | D-6-5929-0007 |                |
| (Standort)           | Mittelalterliche Wüstung mit Erdstall. | D-6-5929-0008 |                |
| (Standort)           | Siedlung der Linearbandkeramik. | D-6-5929-0054 |                |
| (Standort)           | Freilandstation des Mesolithikums sowie vermutlich Verhüttungsplatz vor- und frühgeschichtlicher Zeitstellung. | D-6-5929-0058 |                |
| (Standort)           | Siedlung des Endneolithikums und der Bronzezeit. | D-6-5929-0060 |                |
| (Standort)           | Untertägige Bauteile der spätmittelalterlichen katholischen Filialkirche St. Maria von Haßfurt, sogenannte Ritterkapelle, Fundamente eines hochmittelalterlichen Vorgängerbaus sowie Körpergräber des Mittelalters und der frühen Neuzeit.               | D-6-5929-0079 |                |
| (Standort)           | Untertägige Bauteile der spätmittelalterlichen und frühneuzeitlichen katholischen Stadtpfarrkirche St. Kilian, Kolonat und Totnan von Haßfurt sowie Körpergräber des Mittelalters und der frühen Neuzeit.                                                | D-6-5929-0080 |                |
| (Standort)           | Fundamente der spätmittelalterlichen Stadtbefestigung mit vorgelagertem Graben im Bereich der Altstadt von Haßfurt. | D-6-5929-0082 |                |
| (Standort)           | Fundamente der spätmittelalterlichen Stadtbefestigung mit vorgelagertem Graben im Bereich der Oberen Vorstadt in Haßfurt. | D-6-5929-0083 |                |
| (Standort)           | Untertägige Siedlungsteile des Mittelalters und der frühen Neuzeit im Bereich der Oberen Vorstadt von Haßfurt. | D-6-5929-0084 |                |
| (Standort)           | Untertägige Siedlungsteile des Mittelalters und der frühen Neuzeit im Bereich der Unteren Vorstadt von Haßfurt. | D-6-5929-0085 |                |
| (Standort)           | Untertägige Siedlungsteile des Mittelalters und der frühen Neuzeit im Bereich der Altstadt von Haßfurt. | D-6-5929-0086 |                |
| (Standort)           | Untertägige Bauteile der neuzeitlichen Pfarrkirche. | D-6-5929-0091 |                |
| (Standort)           | Untertägige Bauteile der spätmittelalterlichen Michaelskirche sowie Körpergräber des Mittelalters und der Neuzeit. | D-6-5929-0093 |                |
| (Standort)           | Untertägige Bauteile der spätmittelalterlichen St.-Michaels-Kirche sowie der Kirchhofbefestigung und Körpergräber des Mittelalters und der Neuzeit. | D-6-5929-0110 |                |
| (Standort)           | Untertägige Bauteile und Fundamente von Vorgängerbauten der St.-Johannes-Kirche, der Kloster- und Wirtschaftsbauten sowie der Klostermauer im Bereich des ehemaligen Zisterzienserinnenklosters Mariaburghausen des späten Mittelalters und der Neuzeit. | D-6-5929-0113 |                |